# Kenneth Roth
Kenneth Roth (Elmhurst, 23 de septiembre de 1955) es un abogado estadounidense que fue director ejecutivo de Human Rights Watch desde 1993 hasta 2022.

## Trayectoria
Kenneth Roth nació el 23 de septiembre de 1955 en Elmhurst, Illinois. Los padres de Roth, Muriel T. Roth y Walter S. Roth, eran refugiados judíos de Alemania. Roth se graduó de la Universidad de Brown en 1977 con una licenciatura en historia y recibió su título de abogado en la Facultad de Derecho de Yale en 1980. Roth se convirtió al cristianismo y, en 2011, se casó en una iglesia anglicana.
Roth trabajó en la práctica privada como litigante y se desempeñó como fiscal federal para la Oficina del Fiscal de los Estados Unidos para el Distrito Sur de Nueva York y la investigación Irán-Contra en Washington D. C.
Desde 1993, cuando Aryeh Neier se fue para convertirse en director del Open Society Institute, Roth ha sido el director ejecutivo de la organización. Su mandato ha sido muy controvertido, y en 2009, el fundador de HRW, Robert Bernstein, emitió numerosas condenas por el sesgo de Roth, incluso en un artículo de opinión en el New York Times.
El periodista Maurice Lemoine lo acusa de "alinearse sistemáticamente con los objetivos de la política exterior estadounidense", después de que en noviembre de 2019, Kenneth Roth declarara que “Evo Morales fue víctima de una contrarrevolución diseñada para defender la democracia contra el fraude electoral y su propia candidatura ilegal. El ejército retiró su apoyo porque no estaba dispuesto a disparar al pueblo para mantenerlo en el poder..
Tras dejar HRW, Roth consiguió una beca de investigación en Harvard pero finalmente le fue denegada por presiones de asociaciones pro Israel. En respuesta, varias organizaciones por las libertades civiles como la Unión Estadounidense por las Libertades Civiles y la FIRE (Foundation for Individual Rights and Expression) emitieron comunicados criticando a Harvard por ceder a las presiones y defendiendo el derecho de Roth a la libertad de expresión. Por su parte, PEN America expresó su "consternación" ante la decisión adoptada por Harvard. 
Posteriormente, Harvard se disculpó con Roth por lo ocurrido.